# Европско првенство у атлетици на отвореном 1954 — скок увис за мушкарце
Такмичење у скоку увис у мушкој конкуренцији на 5. Европском првенству у атлетици 1954. одржано је 27. и 29. августа на Стадиону Нојфелд у Берну (Швајцарска).
Титулу освојену у Бриселу 1950, није бранио Алан Патерсон из Уједињеног Краљевства.

## Земље учеснице
Учествовало је 18 такмичара из 12 земаља. 
1. Белгија (1)
2. Бугарска (1)
3. Западна Немачка (2)
4. Ирска (1)
5. Југославија (1)
6. Пољска (2)
7. СССР (2)
8. Турска (1)
9. Француска (1)
10. Чехословачка (2)
11. Швајцарска (2)
12. Шведска (2)

## Рекорди
| Рекорди пре почетка Европског првенства 1954.     | Рекорди пре почетка Европског првенства 1954. | Рекорди пре почетка Европског првенства 1954. | Рекорди пре почетка Европског првенства 1954. | Рекорди пре почетка Европског првенства 1954. | Рекорди пре почетка Европског првенства 1954. |
| ------------------------------------------------- | --------------------------------------------- | --------------------------------------------- | --------------------------------------------- | --------------------------------------------- | --------------------------------------------- |
| Светски рекорд                                    | Волтер Дејвис                                 | Сједињене Државе                              | 2,12                                          | Дејтон, Сједињене Америчке Државе             | 27. јун 1953.                                 |
| Европски рекорд                                   | Бенгт Нилсон                                  | Шведска                                       | 2,10                                          | Гетеборг, Шведска                             | 15. јул 1954.                                 |
| Рекорди европских првенстава                      | Калеви Коткас                                 | Финска                                        | 2,00                                          | Торино, Италија                               | 7. септембар 1934.                            |
| Рекорди после завршеног Европског првенства 1954. |                                               |                                               |                                               |                                               |                                               |
| Рекорди европских првенстава                      | Бент Нилсон                                   | Шведска                                       | 2,02                                          | Стокхолм, Шведска                             | 29. август 1954.                              |

## Освајачи медаља
|                       |                             |                               |
| Бент Нилсон · Шведска | Јиржи Лански · Чехословачка | Јарослав Ковар · Чехословачка |

## Сатница
| Датум            | Време | Ниво          |
| ---------------- | ----- | ------------- |
| 23. август 1954. | 17:00 | Квалификације |
| 24. август 1954. |       | Финале        |

## Резултати

### Квалификације
Квалификациона норма за улазак у финале била је 1,90 м (КВ) коју су прескочила 12 такмичара.
| Пласман | Атлетичар           | Земља           | Резултат | Белешке  |
| ------- | ------------------- | --------------- | -------- | -------- |
| 1.      | Јарослав Ковар      | Чехословачка    | 1,90     | КВ       |
| 2.      | Ханс Вахли          | Швајцарска      | 1,90     | КВ, ЛРС  |
| 3.      | Бент Нилсон         | Шведска         | 1,90     | КВ       |
| 4.      | Тодор Белчев        | Бугарска        | 1,90     | КВ       |
| 5.      | Бертил Холмгрен     | Шведска         | 1,90     | КВ       |
| 6.      | Збигњев Левандовски | Пољска          | 1,90     | КВ, ЛРС  |
| 7.      | Ханс-Јирген Јенс    | Западна Немачка | 1,90     | ЛР       |
| 8.      | Вернер Бар          | Западна Немачка | 1,90     | КВ       |
| 9.      | Казимеж Фабриковски | Пољска          | 1,90     | КВ, =ЛРС |
| 10.     | Јуриј Степанов      | СССР            | 1,90     | КВ       |
| 11.     | Јиржи Лански        | Чехословачка    | 1,98     | КВ       |
| 12.     | Владо Марјановић    | Југославија     | 1,90     | КВ, ЛРС  |
| 13.     | Владимир Ситкин     | СССР            | 1,85     | ЛРС      |
| 14.     | Ердал Аканр         | Турска          | 1,85     | ЛР       |
| 15.     | Брендан О'Рајли     | Ирска           | 1,85     | ЛРС      |
| 16.     | Етјен Рокес         | Финска          | 1,85     | ЛР       |
| 17.     | Волфганг Вајс       | Швајцарска      | 1,80     | ЛР       |
| 18.     | Валтер Херсенс      | Белгија         | 1,80     | ЛРС      |

### Финале
Такмичење је одржано 29. августа 1954. године.
| Пласман | Атлетичар           | Држава          | Резултат | Белешке |
| ------- | ------------------- | --------------- | -------- | ------- |
|         | Бент Нилсон         | Шведска         | 2,02     | РЕП     |
|         | Јиржи Лански        | Чехословачка    | 1,98     | ЛРС     |
|         | Јарослав Ковар      | Чехословачка    | 1,96     | ЛР      |
| 4.      | Бертил Холмгрен     | Шведска         | 1,96     | ЛР      |
| 5.      | Јуриј Степанов      | СССР            | 1,93     | ЛРС     |
| 6.      | Тодор Белчев        | Бугарска        | 1,93     | ЛР      |
| 7.      | Вернер Бар          | Западна Немачка | 1,93     | ЛР      |
| 8.      | Збигњев Левандовски | Пољска          | 1,90     | =ЛРС    |
| 9.      | Ханс-Јирген Јенс    | Западна Немачка | 1,90     | =ЛР     |
| 10.     | Владо Марјановић    | Југославија     | 1,90     | =ЛРС    |
| 11.     | Ханс Вахли          | Швајцарска      | 1,90     | =ЛРС    |
| 12.     | Казимеж Фабриковски | Пољска          | 1,85     |         |

## Укупни биланс медаља у скоку увис за мушкарце после 5. Европског првенства на отвореном 1934—1954.
|      | Земља                |   |   |   |    |
| ---- | -------------------- | - | - | - | -- |
| 1.   | Шведска              | 3 | 1 | 0 | 4  |
| 2.   | Финска               | 1 | 1 | 3 | 5  |
| 3.   | Уједињено Краљевство | 1 | 1 | 0 | 2  |
| 4. . | Чехословачка         | 0 | 1 | 1 | 2  |
| 5,   | Норвешка             | 0 | 1 | 0 | 1  |
| 6.   | Француска            | 0 | 0 | 1 | 1  |
|      | Укупно {6}           | 5 | 5 | 5 | 15 |

|    | Атлетичар     | Земља                |   |   |   |   |
| -- | ------------- | -------------------- | - | - | - | - |
| 1. | Калеви Коткас | Финска               | 1 | 1 | 0 | 2 |
| 1. | Алан Патерсон | Уједињено Краљевство | 1 | 1 | 0 | 2 |